# SIG Sauer P220
A SIG Sauer P220 é uma pistola semiautomática projetada em 1975 pela divisão SIG Arms AG da Schweizerische Industrie Gesellschaft (atual SIG Holding AG), e produzida pela J. P. Sauer & Sohn, em Eckernförde; atualmente é fabricado pelas duas empresas SIG Sauer: SIG Sauer GMBH, de Eckernförde, Alemanha; e SIG Sauer, Inc., de New Hampshire, Estados Unidos.

## História
A P220 não deve ser confundida com a série SIG P210, que licenciou o sistema Petter-Browning da SACM da França em 1938, a SIG Sauer P220 foi desenvolvido para ser lançado em 1975 para uso do Exército Suíço em substituição ao modelo SIG P210, que foi desenvolvido durante a Segunda Guerra Mundial; em serviço, esse modelo é conhecido como "Pistole 75" (P75). Para a produção e distribuição comercial da P220, a SIG estabeleceu uma parceria com a J.P. Sauer & Sohn da Alemanha, portanto, a P220 e todas as pistolas subsequentes da SIG e da J.P. Sauer & Sohn são apropriadamente conhecidas como pistolas SIG Sauer.
Em 1975, a Suíça se tornou a primeira nação a adotar oficialmente a P220 como o "Pistole 75" (P75), no calibre 9mm Parabellum. Outras nações que a adotaram para uso militar incluem: o Japão (para uso geral) e a Dinamarca (que tem o P210 anterior para uso geral) apenas para forças especiais. Foi seguido pelo SIG Sauer P226, incorporando um carregador de pilha dupla.
Após a conclusão de seu serviço militar, todos os soldados podem obter a posse de sua arma de ordenança por uma taxa nominal; em particular, oficiais e soldados das unidades médicas das forças armadas suíças podem obter a propriedade de suas pistolas de serviço P220 pagando uma taxa administrativa de trinta francos suíços.
Nos Estados Unidos, essa pistola foi originalmente vendida de forma modificada como Browning BDA, de 1977 a 1980.

## Projeto
A P220 foi desenvolvida em 1975 pela SIG e produzido e distribuído pela J.P. Sauer & Sohn. Foi introduzido um novo sistema de travamento, conhecido como "SIG Sauer system", além de várias outras inovações. Esta nomenclatura é encontrada na versão Browning BDA do P220 vendida a partir de 1975.
A SIG P210 (agora fabricada como o SIG Sauer P210 nos Estados Unidos) é uma cópia licenciada da Modelo Francês 1935, que é o design da Petter Browning. Petter havia removido a bucha do cano e o mecanismo de inclinação do projeto John Browning M1907, mas manteve as ranhuras na parte superior do cano, que engatavam em ranhuras semelhantes no interior do slide. A SIG licenciou esse projeto em 1947.
O design da SIG Sauer evoluiu, para um sem ranhuras no slide ou no cano. Em vez disso, uma câmara mais larga trava diretamente na porta de ejeção do slide. O design de gatilho ação dupla/ação simples (DA/SA) do P220 também é uma inovação da SIG Sauer semelhante à pistola 38H da J.P. Sauer & Sohn. Refinamentos de design adicionais incluem uma alavanca de desengate do cão e segurança positiva do bloco do percutor.

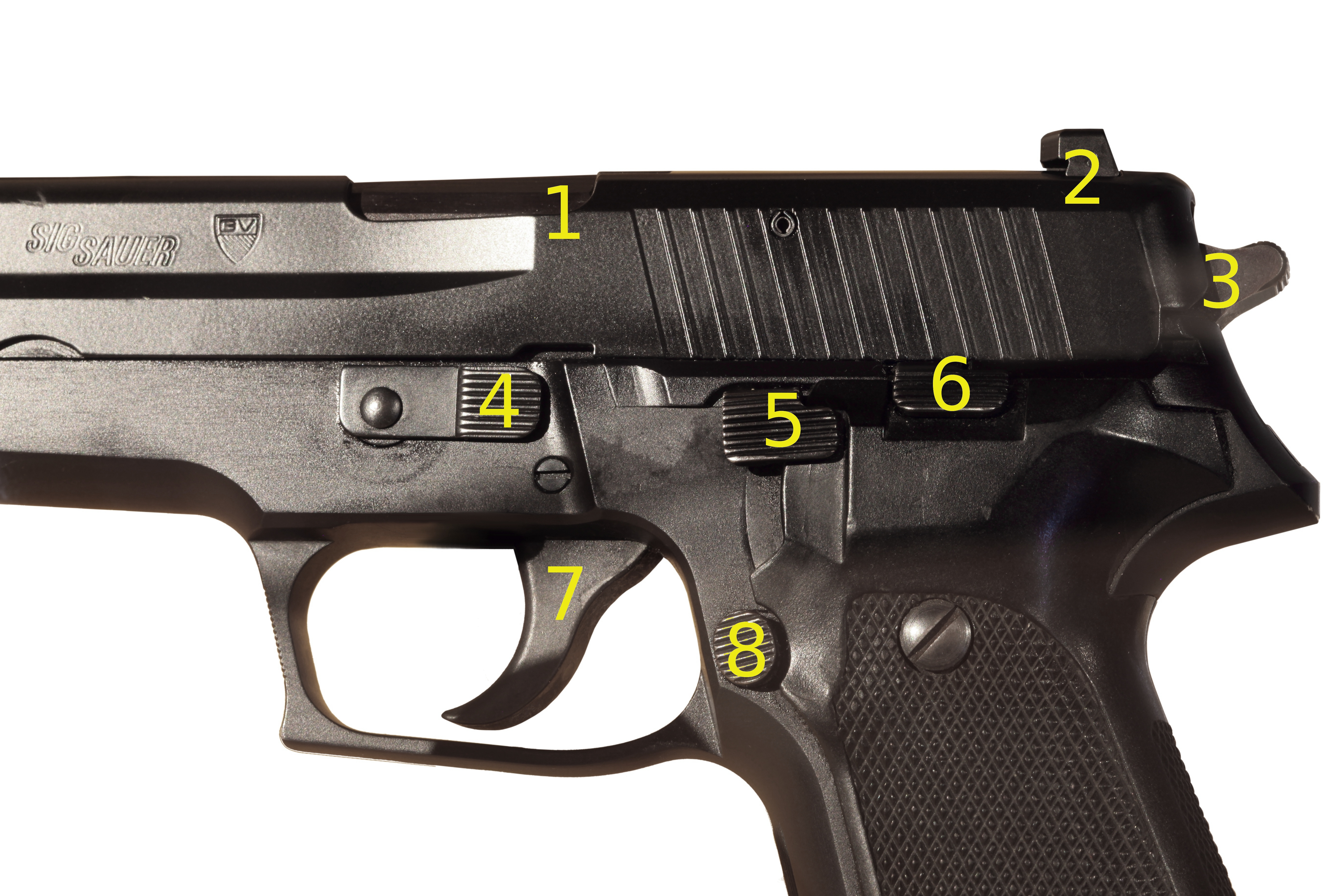
Detalhe dos controles e peças em uma P226, idênticos à maioria das variantes da P220: 1. Porta de ejeção / lingueta de travamento, 2. Mira traseira, 3. Cão, 4. Alavanca de remoção, 5. Decocker, 6. Slide stop, 7. Gatilho, 8. liberação do carregador (em algumas P220, este está localizado na parte inferior do carregador).

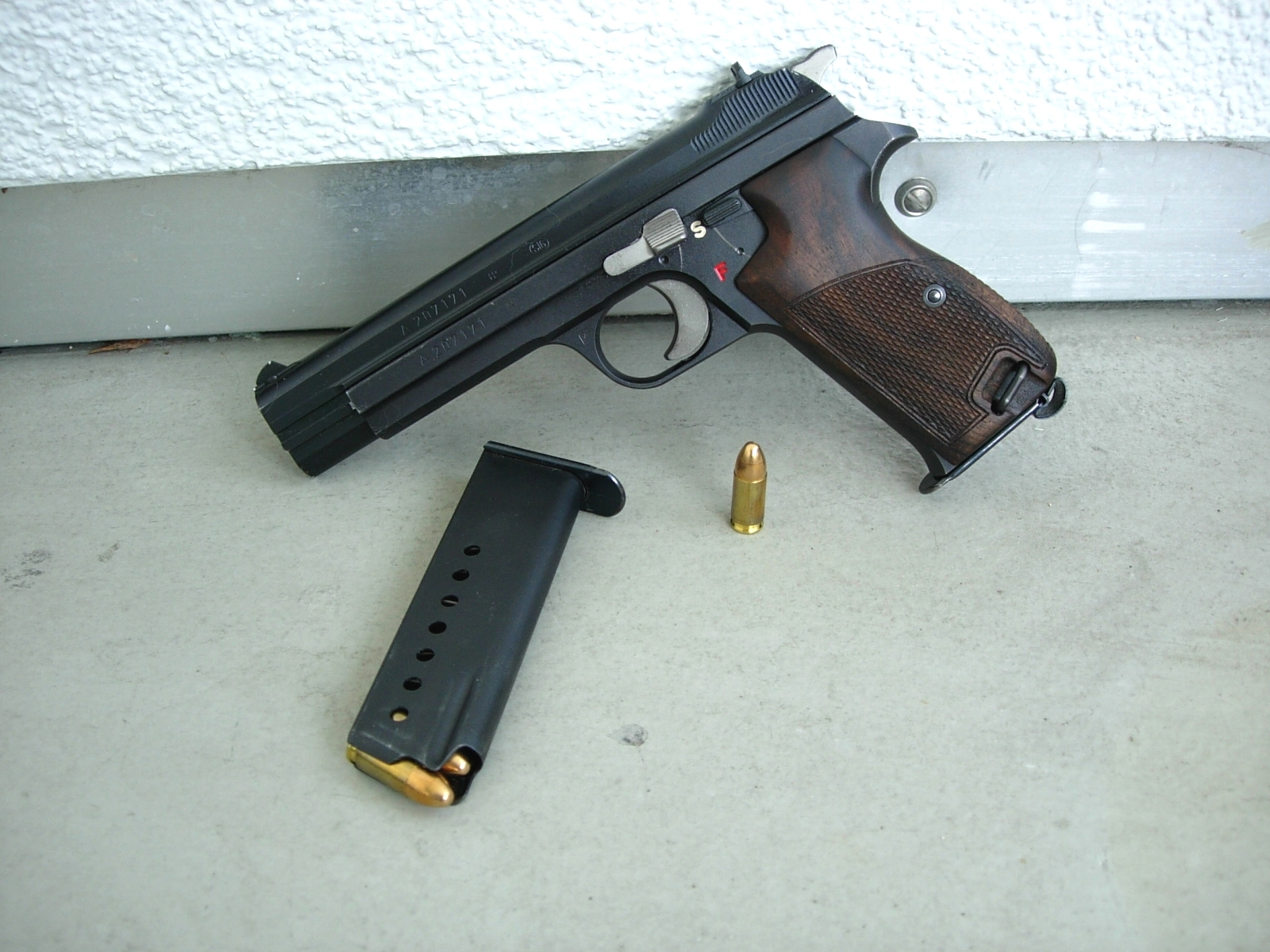
Sig P210

Em vez dos olhais e ranhuras diretamente no cano e no slide de armas derivadas da Browning, como o Colt M1911A1, o Browning Hi-Power e o CZ 75, as variantes P220 (e muitas outras pistolas modernas) prendem o cano e o slide juntos usando uma seção da culatra mais larga na parte que trava na porta de ejeção. O "SIG Sauer System" (gravado na lateral do Browning BDA) é um refinamento do sistema Petter-Browning.
O slide da série P220 é uma estampagem de chapa espessa com uma seção de ponta soldada incorporando uma bucha interna para o cano. A parte do bloco da culatra é uma peça usinada presa ao slide por meio de um pino visível de ambos os lados. A estrutura é de liga forjada com um revestimento anodizado. A série SIG P220 incorpora uma alavanca de desbloqueio do cão na parte traseira do gatilho no lado esquerdo, que apareceu pela primeira vez na Sauer 38H antes da Segunda Guerra Mundial. Após o carregamento de um cartucho na câmara, o cão será engatilhado; portanto, para transporte seguro, a trava do cão é acionada com o polegar, desengatilhando o cão de forma segura.
A P220 também possui uma segurança automática do bloco do percutor, que é ativada pelo mecanismo de disparo, semelhante ao usado no CZ-038 checo do período após a Segunda Guerra Mundial. A pistola agora pode ficar no coldre e pode ser disparada sem acionar outros controles. O primeiro tiro será disparado no modo de ação dupla, a menos que o usuário opte por armar o cão manualmente. A pressão do gatilho de ação dupla é de aproximadamente 12–14 libras, com os disparos subsequentes sendo disparados no modo de ação simples, com uma pressão de gatilho mais leve de aproximadamente 6 libras. Não há alavanca de segurança separada para manipular; a trava do cão é o único dispositivo de segurança manual. Como em outras pistolas de ação dupla, como a Walther P38 e a Beretta 92F, é necessário algum treinamento para minimizar a diferença causada pela pressão diferente do gatilho entre o primeiro tiro de ação dupla e os tiros de ação simples subsequentes quando o cão é engatilhado pela movimentação do slide para trás.
A SIG Sauer refere-se a seus sistemas de segurança como um sistema de quatro pontos. Os quatro tipos de segurança são:
1. desengatilhar, que permite ao atirador abaixar o martelo com segurança, enquanto houver um cartucho na câmara. Quando ocorre a retirada do ar, o cão é abaixado, mas ainda permanece longe do pino de disparo.
2. entalhe de segurança, impede que o cão atinja o pino de disparo acidentalmente.
3. percutor, tem sua própria segurança, o que garante que o pino não avance. Ou seja, até o gatilho ser acionado, quando a segurança é removida e o pino é empurrado para frente para atender ao primer do cartucho. Essa terceira segurança também é a segurança contra quedas da arma. Mesmo quando caído de uma altura razoável, com uma bala na câmara, a arma não dispara.
4. slide, tem um entalhe que separa o pino de disparo do cartucho. Ao contrário da segurança do percutor acima mencionado, esta existe para garantir que a pistola não dispare acidentalmente enquanto estiver andando de bicicleta. Isso é chamado de "trigger bar disconnector".[7]

## Variantes

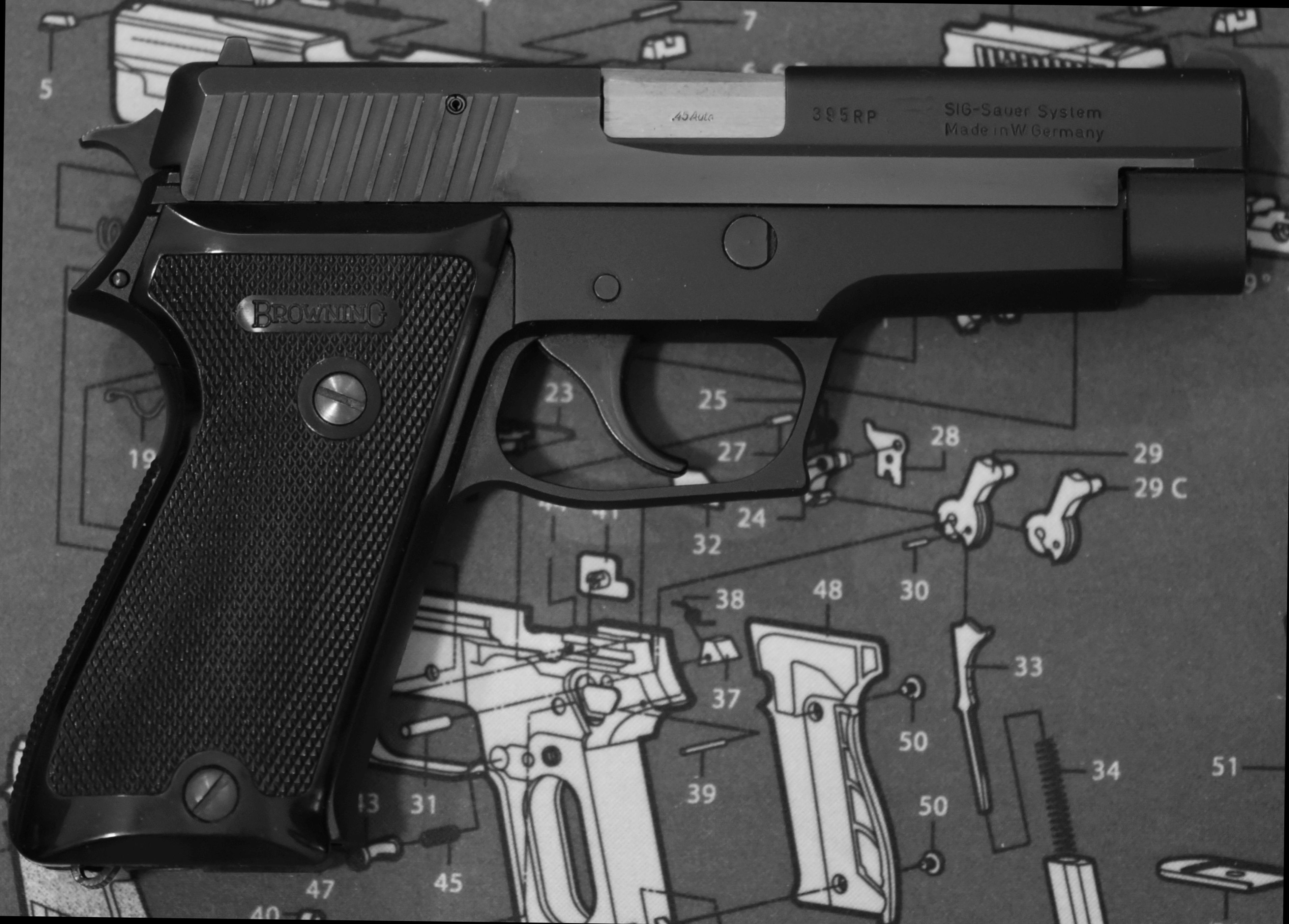
Browning DBA 45 com o "Sistema SIG Sauer"

A SIG Sauer P220 original de 1975 tinha um ressalto na base do carregador para a remoção do mesmo "heel-mounted" e um laço de cordão típico de armas de mão para fins policiais e militares. As SIG P220 mais recentes utilizam um botão de liberação do carregador no lado esquerdo do punho, atrás do gatilho e não possuem o laço de cordão. Mais tarde, o P220 foi modificado com um slide reprojetado, alças e outras pequenas alterações no quadro.
Em 2007, um trilho Picatinny foi adicionado ao chassi sob o cano como padrão em todos os modelos cujo número termina em "R". A principal diferença no design do slide, entre as pistolas SIG do modelo mais antigo e a produção atual, é que os slides do modelo mais antigo eram estampados, enquanto os atuais modelos de produção são fresados em uma máquina CNC. Os modelos estampados têm uma peça final na extremidade do focinho, que é soldada no lugar, para completar o slide. Além disso, os slides estampados mais antigos apresentam um bloco de culatra removível. Esse bloco da culatra é fixado ao slide com dois pinos ocos, um pressionado dentro do outro, com as pontas duplas opostas. Os slides fresados mais recentes são uma unidade de peça única e não têm um bloco de culatra removível.
A SIG P220 também vem nas versões P220R e P220ST. Os modelos base e "R" têm uma estrutura de liga de alumínio com slide de aço inoxidável (se fabricada pela SIG Sauer nos EUA; as versões fabricadas na Alemanha ainda usam uma lâmina de aço estampada e azulada); o modelo ST possui uma estrutura e slide de aço inoxidável. Os modelos R e ST também possuem um trilho Picatinny, sob o slide e o cano, permitindo a instalação de acessórios como luzes ou mira a laser.
A P220 foi importada inicialmente para os Estados Unidos como Browning Double Action (BDA) (na época a SIG Sauer não estava presente nos EUA) e depois como Sigarms P220. As P220 vendidos sob a marca Browning Arms Company nos Estados Unidos c. 1977–1980 tinha a trava do carregador em sua base até a Browning descontinuá-lo de sua linha de produtos no início da década de 1980; a descontinuação da linha de produtos Browning deveu-se às suas vendas fracas e sua aparência futurista (semelhante à AR-15 / M16). Essas P220 (ou BDAs da Browning) em particular tinham a inscrição "Browning Arms Company Morgan, Utah e Montreal PQ" no lado esquerdo do slide e "SIG-Sauer System Made in W. Germany" no lado direito, com o número de série logo abaixo. Foi oferecido para venda em 9 mm, .38 Super (um modelo raro), 7.65 mm Parabellum (um modelo ainda mais raro) e .45 ACP. No entanto, todas as variantes P220 modernas estão disponíveis em .45 ACP e, a partir de janeiro de 2015, 10mm Auto.
Originalmente, todas as SIG P220 eram DA/SA e apresentavam uma alavanca para desengatilhar o cão (e nenhuma segurança externa) logo à frente das ranhuras do slide. Isso mudou com a introdução dos modelos de ação dupla (DAO), ação dupla Kellerman (DAK) e ação única (SA). Os modelos DAO e DAK não possuem alavanca para desengatilhar ou segurança, e os modelos SA apresentam apenas uma segurança externa no estilo M1911. A SIG também introduziu o modelo SAS (SIG Anti-Snag) - com cão embutido, não possui trilho de acessórios e foi projetado para porte velado - e o modelo Elite, que inclui o novo gatilho de reset curto, uma empunhadura com curvatura acentuada e serrilhas na parte frontal, além de chanfros para movimentação do slide.

### P220 Rail
A P220 Rail (ou P220R) é efetivamente o mesmo que o P220, mas vem com um trilho localizado na extremidade dianteira da armação da arma para aceitar acessórios como uma luz de arma ou mira a laser. Embora o trilho fornecido seja semelhante ao projeto de trilho Picatinny Mil-STD-1913, conforme implementado pela SIG para esta arma, ele possui o formato de seção cruzada que entra em conflito com alguns equipamentos compatíveis com o Picatinny de design inicial. O P220R com seu trilho tornou-se a configuração padrão da maioria dos P220 de produção mais recente.

### P220 Carry
Uma nova P220 com slide e cano encurtado (3,9"), mas um quadro de tamanho completo. Está disponível nas variantes DA/SA, SA e DAK. Todos os modelos, com exceção da versão de porte velado SAS, vêm com um trilho para acessórios.

### P220 Compact
Uma variante mais recente que vem em quatro versões: azulado com empunhadura mais curva, inoxidável (dois tons) com empunhadura mais curva, azulado com trilho (sem empunhadura mais curva) e inoxidável com trilho (sem empunhadura mais curva). Possui um slide reduzido, uma estrutura compacta e capacidade de 6 + 1 tiros. É possível usar os carregadores de 8 cartuchos do P220 Carry, o que lhe dará uma capacidade de 8 + 1 tiros. Estão disponíveis adaptadores para cobrir a parte protuberante que se projeta da parte inferior do carregador. É essencialmente um substituto para o P245 descontinuado e destina-se a tratar de reclamações sobre o chassi de tamanho normal do P220 Carry em uma pistola de porte velado.

### P220 Combat
Os dois modelos "Combat", o P220 Combat e o P220 Combat TB (cano rosqueado), estão disponíveis apenas em DA/SA. Seus quadros são na cor terra "Flat Dark Earth", em conformidade com o programa Joint Combat Pistol. O modelo Combat vem com miras noturnas, slide e cano com acabamento Nitron, fosfatados internamente e um trilho Picatinny. O modelo de TB apresenta um um cano com 0,6" mais comprido com roscas externas para aceitar um silenciador. O P220 Combat é apresentado apenas em .45 ACP e é fornecido com um carregador de 8 balas e um carregador de 10 balas estendido.

### P220 ST
Uma versão da pistola SIG P220 fabricada pela SIG Sauer com uma liberação de carregador reversível, slide de aço inoxidável e quadro de aço inoxidável. Mudar para um quadro de aço inoxidável no lugar do de liga mais leve normalmente usado visa reduzir o recuo do feltro. Os modelos ST são tipicamente de aço inoxidável (all "silver"), embora a SIG Sauer tenha produzido versões ST com acabamento em Nitron (all "black") para armas de treinamento e avaliação (T&E) de departamentos de polícia.

### P220 Classic 22
O objetivo principal deste modelo é como uma pistola de treinamento em campo. O modelo Classic 22 substitui o conjunto de slide de fogo central de aço inoxidável por um slide de alumínio mais leve de fogo circular, para o calibre .22 LR. O Classic 22 também possui cano, haste guia e mola de recuo diferentes dos modelos de calibre maior. Ele incorpora o mesmo quadro e operação dos modelos P220 de fogo central. O modelo Classic 22 está disponível como uma arma de fogo independente ou como um kit de conversão para um P220 de fogo central existente. Da mesma forma, existem kits de conversão (os SIG Sauer X-Change Kits) para converter .22 LR P220 em .45 ACP. A conversão pode ser realizada desmontando a arma e substituindo o conjunto slide/cano e o carregador - um processo que pode ser realizado em minutos.
O Classic 22 usa um carregador de polímero de 10 tiros no lugar dos de aço usados pelos modelos de fogo central e kits de conversão.
O P220 Classic 22 não deve ser confundido com a pistola SIG Sauer Mosquito .22 LR. O Classic 22 é um P220 de tamanho normal, enquanto o Mosquito tem como base o P226, mas tem 90% do tamanho. Outra diferença é que o Classic 22 é fabricado pela SIG Sauer enquanto o Mosquito é fabricado sob licença pela German Sport Guns GmbH. A diferença de tamanho significa que o Mosquito não pode ser convertido "para cima" e as pistolas SIG Sauer em tamanho normal não pode usar o conjunto de slides do Mosquito.

### P225/P225-A1

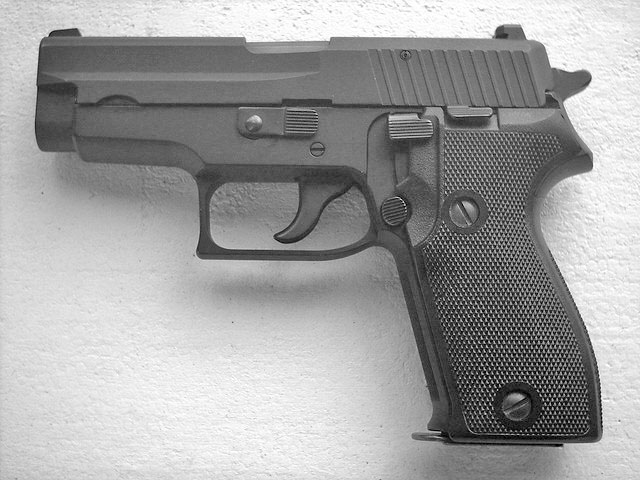
Pistola SIG Sauer P225

A SIG P225 é uma versão mais compacta da SIG P220. Um novo padrão para a polícia alemã foi definido em meados da década de 1970 o que levou a SIG-Sauer, a Heckler & Koch e a Walther a desenvolver novas pistolas que atendessem a esse novo padrão: o Walther P5, o SIG-Sauer P225 (conhecido como P6) e o Heckler & Koch P7. Além desses, a Mauser tinha um design, o HsP (Hahn-selbstlade Pistole), que não chegou a entrar em produção total. Walter Ludwig esteve envolvido no design dos participantes da Walther, da SIG-Sauer e da Mauser para seleção da polícia alemã. Cada estado alemão estava livre para comprar a pistola que quisesse. Inicialmente, o P220 foi enviado; o P225/P6 foi uma revisão criada para estar em conformidade com os requisitos da polícia da Alemanha Ocidental de meados da década de 1970 para sua pistola de serviço padrão. O SIG-Sauer P225 foi o menos caro (devido principalmente ao design inventivo) e recebeu a maioria dos pedidos. Para poder fabricar tantas armas, a SIG adquiriu o controle da J. P. Sauer & Sohn em Eckernförde, Alemanha, para fabricar peças para o P220. Também foi lá que todos os P225 foram fabricados. A única diferença entre o P6 e o P225 - o P225 (que foi adotado pela polícia civil dos EUA) tem um gatilho mais leve, enquanto o gatilho do P6 é mais pesado. O P225 possui mira fixa de trítio; os P6 tinham apenas fixas simples. Os P225 genuínos fabricados para a Polícia da Alemanha Ocidental tem "P6" gravado no lado direito do slide.
Um novo padrão policial foi adotado na Alemanha em 1995 e o P225 está em processo de substituição. As pistolas policiais alemãs podem ser identificadas pelo cão, que possui uma pequena "orelha" ou "gancho". De acordo com a seção 7.7 do manual alemão, o recorte é o Deformationssporn, que significa "espora de deformação". Era um requisito da Polícia da Alemanha Ocidental para todas as suas pistolas P6, para alertar os armeiros da polícia se a pistola sofrido uma queda sobre o cão. Muitas dessas pistolas policiais alemãs excedentes foram importadas para os Estados Unidos. Devido ao seu tamanho compacto, o P225/P6 é bastante fácil de usar para porte velado. Nos Estados com limites legislativos sobre a capacidade dos carregadores, o P225/P6 é muito procurado.
P225-A1
A P225-A1 foi introduzido pela SIG em 2015. Foi baseado no P225, com vários refinamentos. Notavelmente, o local de origem no slide foi a SIG Sauer Inc. de Exeter, New Hampshire. Havia um novo contorno no quadro, um gatilho de reset curto, um slide fresado (o anterior era estampado) e dois comprimentos de cano (um padrão e o outro rosqueado para permiri o uso de um silenciador). O modelo supressor veio com miras altas. O P225-A1 foi descontinuado no final de 2019.

### P245
A variante SIG P245 só adite o calibre em .45 ACP (daí o nome) e foi desenvolvida principalmente para o mercado americano como arma de porte velado para uso civil ou como arma de reserva para uso policial. O SIG P245 possui um liberador do carregador reversível, dando ao usuário a opção de operá-lo com o polegar esquerdo ou direito. Normalmente, ele usa carregadores de 6 tiros, mas também pode aceitar carregadores de 7, 8 ou 10 tiros projetados para o P220. Um extensor de empunhadura está disponível para uso com esses carregadores mais longos. Uma das principais diferenças na construção entre o P245 e o P220 Compact é que o P245 foi construído apenas usando o design de slide de aço estampado mais antigo com bloco de culatra removível.
O P245 não é mais fabricado pela SIG, tendo sido substituído pelo P220 Carry e pelo P220 Compact.

## Usuários
- Alemanha Ocidental: Utilizado por Polícia da Alemanha Ocidental com a designação P6 [22]
- Canadá: Utilizado por Marinha Real Canadense e Polícia Militar das Forças Canadenses [23]
- Dinamarca [24]
- Estados Unidos: Utilizado por Serviço Nacional de Parques e por departamentos de polícia locais e estaduais. [25][26]
- França [24]
- Irão [27]
- Japão: Utilizado por Forças de Autodefesa do Japão desde 1982 e construída sob licença pela Minebea, sendo designada como P9.[22]
- Sérvia: Utilizado por Gendarmeria[28]
- Suécia: Utilizado por Autoridade Policial Sueca [29][30] Substituída pela Glock em 2022.
- Suíça : Utilizado por Exército Suíço, designada como Pistole 75 (P75).[31][25]
- Uruguai [32]
- Vaticano: Utilizado por Guarda Suíça [33]

## Galeria

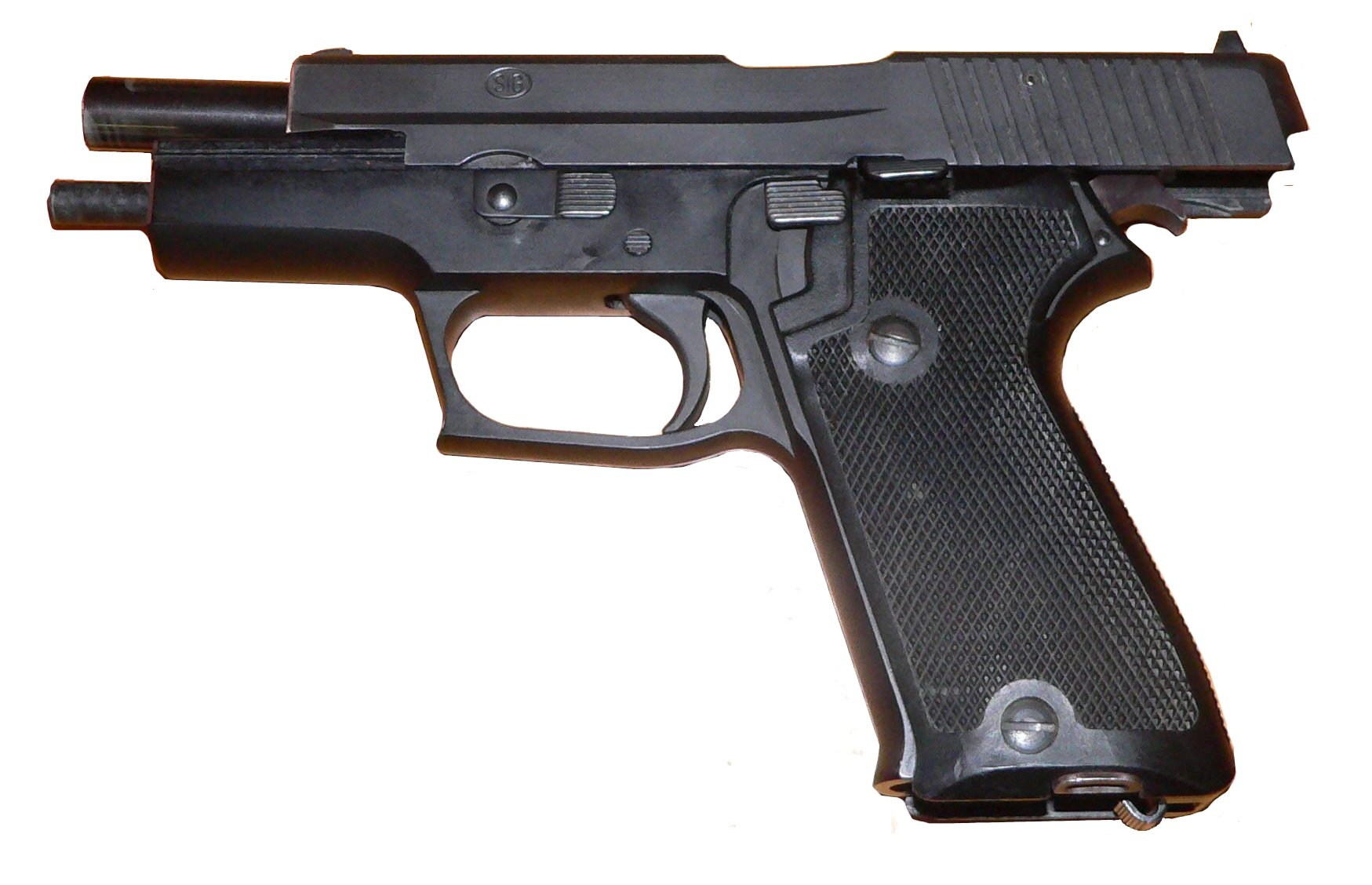
Um P220 (P75 na imagem), como este modelo militar suíço, não possui uma trava de segurança externa
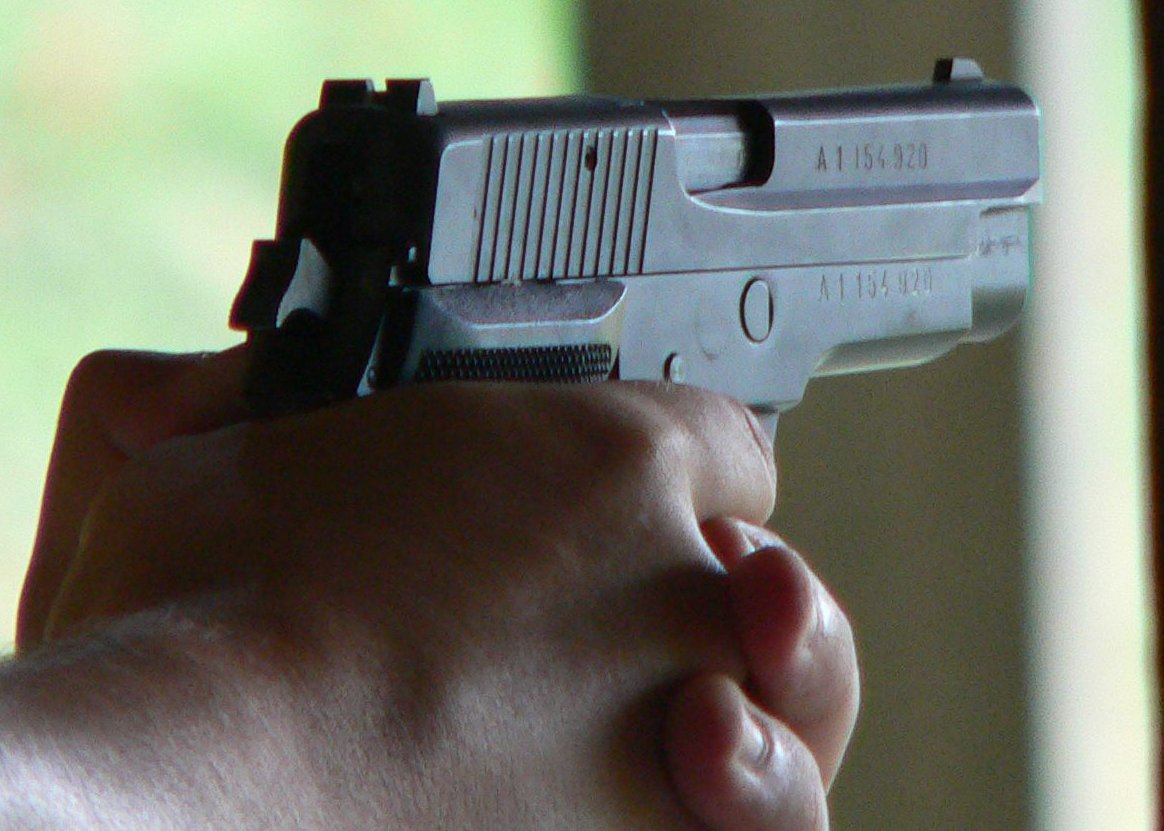
Disparo de um P220 militar (P75)s